# Lengyelcultuur
De Lengyelcultuur, ca. 5000–3400 v.Chr., was een archeologische cultuur die verspreid was over Zuid-Moravië, West-Slowakije, West-Hongarije, delen van Zuid-Polen, Oostenrijk, Slovenië, en Kroatië.
Hij volgde de bandkeramische cultuur op en overlapte in het noorden enigszins met de ongeveer gelijktijdige trechterbekercultuur. 
Men beoefende landbouw en veeteelt (vooral rundvee, maar ook varkens en in mindere mate geiten), maar er zijn ook grote hoeveelheden resten van  wilde dieren gevonden. De nederzettingen bestonden uit kleine huizen en trapezoïdevormige langhuizen. De nederzettingen waren soms open en soms voorzien van een beschermende greppel.
Begrafenissen vonden plaats in afzonderlijke begraafplaatsen.

## Interpretaties
De cultuur is in verband gebracht met de door Marija Gimbutas bedachte verzamelnaam 'Oud Europa', maar hij kan ook 'gekoerganiseerd' zijn door de Proto-Indo-Europeanen en zijn opgegaan in zijn opvolger, de kogelamforacultuur. 

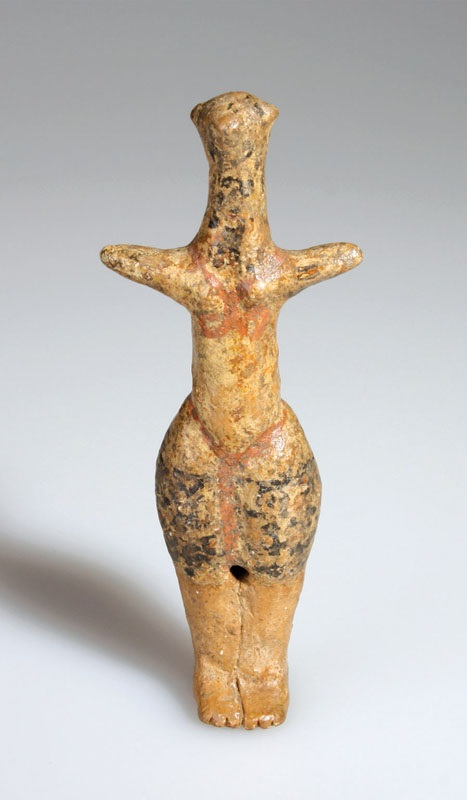
venus van Falkenstein
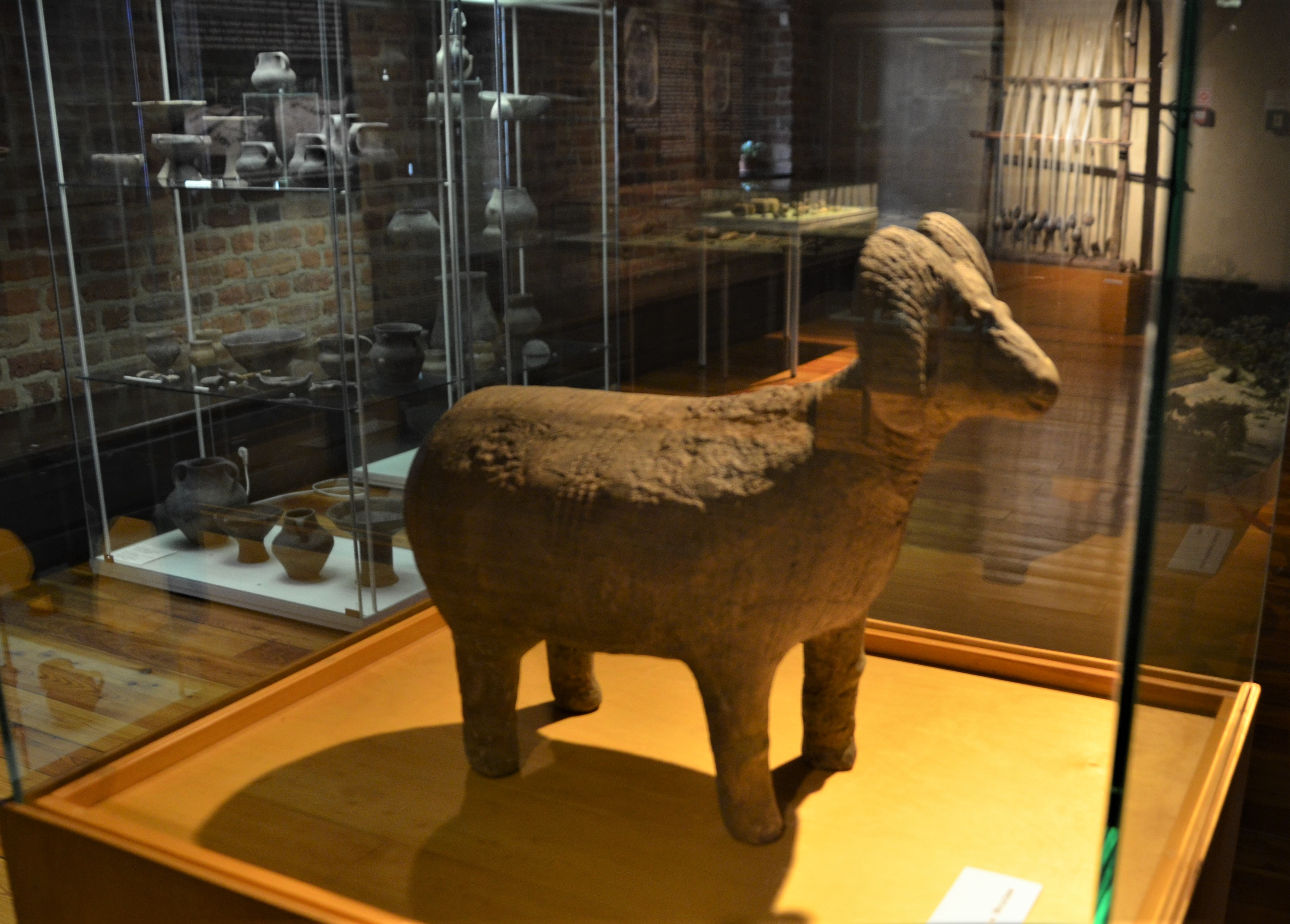
ram van Jordanow
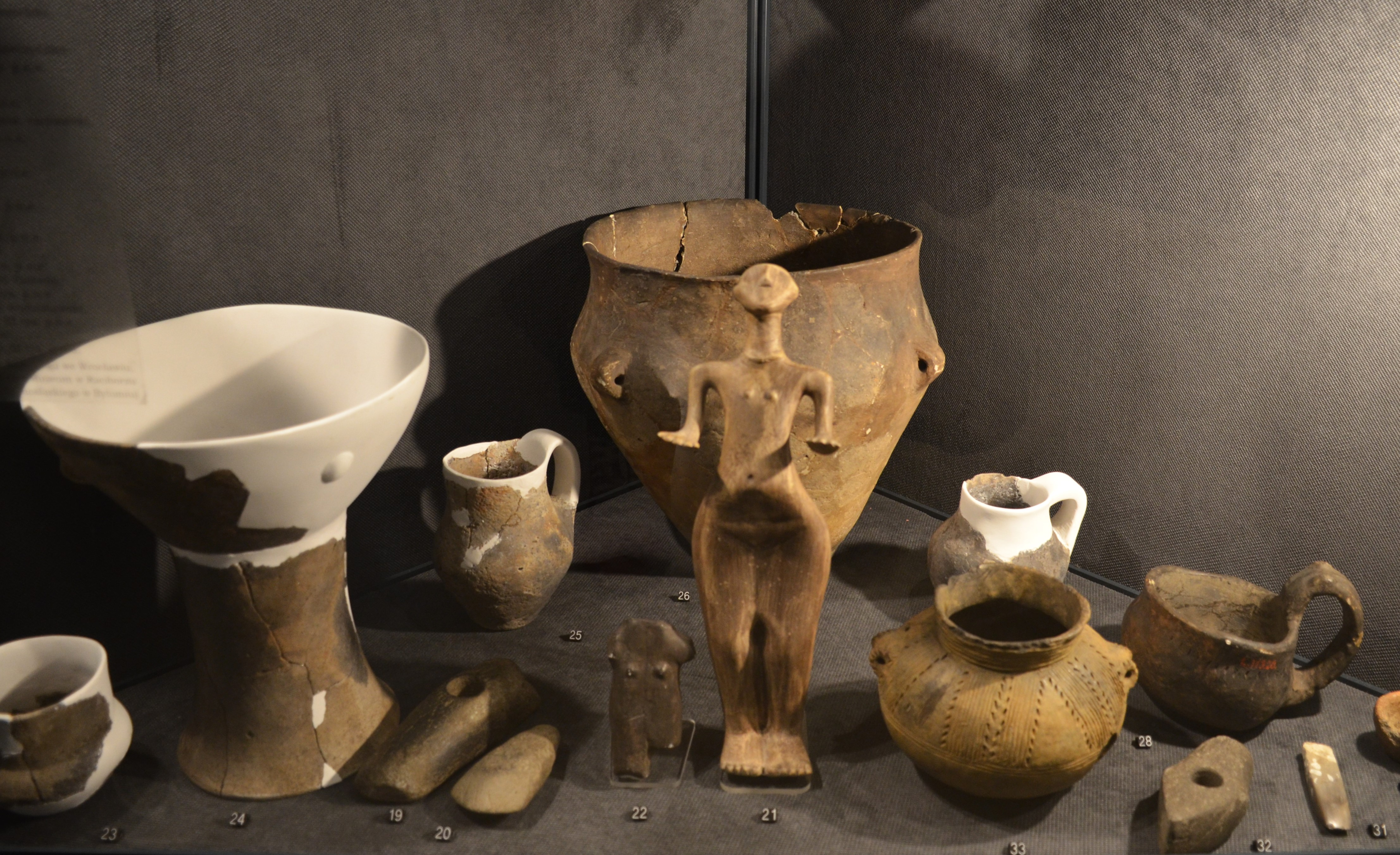
aardewerk